# US F1 Team
US F1 Team foi uma equipe norte-americana que esteve inscrita para disputar a temporada de 2010 de Fórmula 1. Devido a problemas financeiros para concluir o carro, a equipe desistiu da inscrição e acabou sendo banida da categoria.

## História
Os idealizadores da equipe foram o jornalista americano Peter Windsor e o engenheiro automobilístico Ken Anderson, responsáveis também pela equipe Haas CNC Racing da NASCAR.
A ideia inicial era criar uma equipe de Fórmula 1 apenas com pilotos americanos. Danica Patrick foi cogitata para integrar a equipe para a temporada de 2010. Além de Danica, foi demonstrado o interesse no piloto Marco Andretti, da Indy. Também houve interesse em Scott Speed, que correu a temporada de 2006 e a metade da temporada de 2007 da F1 pela Scuderia Toro Rosso, bem como em Kyle Busch, piloto da NASCAR.[carece de fontes?]
Em 30 de outubro de 2009 a equipe chegou a anunciar que utilizaria as instalações do Motorland Aragon, na Espanha, como base pra testar e desenvolver o carro.
No dia 25 de janeiro de 2010 a equipe anunciou o argentino José María López como um de seus pilotos para sua primeira temporada na Fórmula 1. O britânico James Rossiter, ex-piloto de testes da Honda, assinou para ser companheiro de López no time - ele também negociava para correr na IndyCar, pela KV Racing Technology.
Contrariando as expectativas, a FIA anunciou no dia 3 de março de 2010 que recebeu um comunicado da equipe informando não poder competir na temporada 2010 devido a problemas financeiros. Um dia antes, José María López rescindiu seu contrato.
Em junho de 2010 a equipe foi multada e banida de participar da Fórmula 1 por ter desistido de disputar a temporada. De acordo com o Conselho Mundial de Esporte a Motor, a USF1 infringiu o código esportivo da FIA.